# Exférj újratöltve
Az Exférj újratöltve 2010-ben készített akcióvígjáték, amiben Jennifer Aniston és Gerard Butler játszik együtt. A filmet Andy Tennant rendezte.
A film 2010. április 1-jén debütált a mozikban, szinkronnal.

## Rövid történet
A fejvadász exférjnek el kell kapnia körözött exfeleségét, miközben mindkettőjüket üldözik.

## Cselekmény
|  | Alább a cselekmény részletei következnek! |

A film egy karnevállal kezdődik, ahol Milo Boyd (Gerard Butler) üldözi Samet. Amikor sikerülne elfognia, rendőrökbe ütközik és beszól az egyiknek. Ennek hatására Milo dutyiba kerül, ahonnan legjobb barátja, a szintén rendőr Bobby hozza ki. Milo foglalkozását tekintve fejvadász, aki egykor maga is rendőr volt.
Nicole Hurley (Jennifer Aniston) oknyomozó riporter. Egy ügyön dolgozik. A munkahelyén Stewart a szerelmével üldözi. Van egy kis bírósági ügye, a vád: közeg elleni erőszakos fellépés. Nicole egy rendőr halálának ügyében nyomoz, ehhez segítségére van egy besúgója, Jimmy is. A bírósági épület előtt telefonhívást kap Jimmytől. Mivel Nicole számára fontosabb az ügy, mint saját tárgyalása, ezért elrohan. Mivel nem jelent meg a bíróságon, ezért körözést adnak ki ellene.
Milo főnöke azt a feladatot adja neki, fogja el Nicole-t. Kiderül, hogy Milo és Nicole házasok voltak, így nála jobban senki sem tudja, hogy lehet megtalálni gyorsan a nőt. 5000 $-t kap, ha behozza. Milo a legnagyobb örömmel vállalja a feladatot, megtalálni és behozni exfeleségét. Mivel Milo tartozik egy-két embernek, így figyelnie kell arra is, hogy a nyomában vannak. Első dolga, hogy felkeresi volt felesége lakását, de nem találja ott, csak a kétbalkezes Stewartot, aki szintén Nicole-t keresi. Második lépés felkeresni a volt anyóst, hiszen ha valaki, ő tudja hol lehet Nicole.
Amikor Nicole megérkezik arra a helyre, ahol Jimmyvel kellene találkoznia, látja, amint épp elrabolják. Ezután elmegy a férfi lakására, hogy újabb nyomot találjon. Jimmy lakásán talál egy címet, majd autóba ül és elmegy egy lóversenypályára gondolkodni. Itt találja meg őt Milo. A régi idők miatt Milo egérutat ad neki, amit a lány nem tud kihasználni, hisz Milo gyorsabb nála. Mivel a lány ellenállást tanúsít, így a férfi felkapja a vállára, az autójához viszi és berakja a csomagtartójába.
Nicole nem bírja a csomagtartóban való veszteglést, ezért egy jelzőrakéta segítségével füsttel árasztja el a kocsit. Amikor Milo megáll és megnézi mi van vele, ágyékon üti és elfut. De utoléri a férfi így a szökés megint nem sikerül. Ezután már nem kell a csomagtartóban tartózkodnia tovább. Nicole megpróbálja 500 $ készpénzzel megvesztegetni exét, mire azt válaszolja, 10-szer ennyit kap, ha beviszi. Nicole erre azt mondja: a férfi, akit egykor megismert, 500 $-al a zsebében bemegy egy kaszinóba és 5000 $-al távozik vagy akár 10 000 $-al. Milo azt válaszolja, akár 50 000 $-al is, a lány szerint az sok. Fogadnak, ha Milo nyer az éjszaka, elengedi Nicole-t, ha nem nyer, akkor nem.
Megállnak egy kaszinóban, és elkezdenek kockázni. A kezdeti nyerő gurítások után az utolsó gurításnál mindent elvesztenek, így Nicole nem szabadul meg tőle. Bejelentkeznek egy szállodai szobába, amit a nő áll, mert a férfi ellopta a bankkártyáját. Este Nicole meg akarja szerezni a fegyvert, de sikertelenül, mert a férfi ébren van és tetteti, hogy alszik. Másnap reggel bejön a szobalány, amikor Milo zuhanyozik. Nicole megkéri a szobalányt, adja oda neki a táskát, mert ő az ágyhoz van bilincselve. Talál benne egy sokkolót, amit eltesz. Amikor Milo kijön, a lány bemegy a fürdőszobába. Amíg bent van, tanulmányozza a sokkoló használatát. Milo benyit megnézni, mit csinál, a lány a nyakához érinti a sokkolót, Milo elájul.
Nicole egy biciklis riksán menekül. De mivel nincs pénze, a fiú, aki hajtja a járműt, egy „mellnézést” kér cserébe. Ezt nem fogadja el a lány, és megszerzi tőle a járművet. Nagy nehezen Milo is magához tér és elindul. Gyorsan megtalálja exnejét, az üldözés során Nicole elfárad a hajtás közben, és megint Milo kocsijában találja magát. Miközben autóznak, a lány észreveszi, hogy valaki követi őket. Egy lövöldözésre kerül sor, amiben az őket üldöző jármű felborul. Milo megkérdi, miben nyomoz a lány, aki azt válaszolja, egy korrupt zsaru után, aki nemcsak rendőr, hanem lehet drogdíler is egyben. Közös barátjukat, Bobbyt gyanúsítja. Milo megígéri, bebizonyítja barátja ártatlanságát, és bekapcsolódik az ügybe. Így a cél változik, Nicole őrizetbe kerülése helyett az őket üldöző személyt akarja megtalálni.
Az összetört kocsi átvizsgálásánál találnak egy golfszettet, azon pedig egy klub címét és egy nevet: Earl. Elmennek a címre, ahol Milo szerint az ütősegédek között kell kérdezősködniük. Sikerül is találni rögtön egy személyt, aki az Earl név hallatán futni kezd. Amikor utolérik, megtudják, hogy egy tetováló szalonban is megfordul. Ezután megszállnak egy Kupido Kuckó nevű motelben. A romantikus éjszakai vacsora után Nicole meghallja, amint Milo a főnökének azt mondja, hogy szex után beviszi az exét a sittre. Nicole úgy dönt, megleckézteti Milót. Az éjszaka közepén odabilincseli a férfit az ágyhoz és elindul a tetováló szalonba egyedül.
A szalonban megtalálja Jimmyt és sikerül kiszabadítania, de menekülés közben, mivel Milo autójával érkezett, megtalálják őket Milo üldözői, Dwight és Ray. Foglyul ejtik a lányt, a fiút elengedik, nincs vele dolguk. Nagy nehezen Milo is megérkezik a szalonhoz. A parkolóban megtalálja Dwight és Ray autóját, benne egy zsák pénzzel. Telefonon felhívja Nicole és közli, hogy a két jómadár foglyul ejtette őt, és 11 000 $-t kérnek, hogy szabadon engedjék. Ennyivel tartozik nekik a férfi. Milo bemegy a zsák pénzzel, elkezdi szórni, ezzel nagy felfordulást okoz és kiszabadítja az exét közben.
Sikerül rájönniük, hogy ez az Earl egy rendőr, aki a lefoglalt kábítószert mindig ellopja a bizonyítékraktárból és eladja. Mindketten a rendőrségi bizonyítékraktárhoz mennek és várják a barátjukat, Bobbyt, hogy megérkezzen. Hárman akarják elkapni Earlt. Itt miközben várakoznak, megtudjuk, hogy Nicole egy lovas rendőr lovát húzta meg a kocsijával, amikor sietett egy tárgyalásra, és emiatt van most dolga a rendőrséggel. A raktárban tűzharc alakul ki. Bobby megsérül, Milót elfogja Earl, de Nicole-nak sikerül megmentenie. Elfogják Earlt és lezárul az ügy. De Nicolé nem, Milo beviszi őt, ahogy azt ígérte. Amikor kimegy, az egyik rendőr poénkodik vele, amire egy öklös lesz a válasza. Így Milo az exfeleségével együtt kerül be a cellába.
|  | Itt a vége a cselekmény részletezésének! |

## Szereposztás
| Szerepnév                  | Színész            | Magyar hang      |
| -------------------------- | ------------------ | ---------------- |
| Nicole Hurley              | Jennifer Aniston   | Kökényessy Ági   |
| Milo Boyd                  | Gerard Butler      | Fekete Ernő      |
| Stewart                    | Jason Sudeikis     | Kardos Róbert    |
| Dwight                     | Joel Garland       | Szabó Győző      |
| Ray                        | Ritchie Coster     | Epres Attila     |
| Bobby                      | Dorian Missick     | Kálid Artúr      |
| Kitty Hurley               | Christine Baranski | Vándor Éva       |
| Gary                       | Matt Malloy        | Cs. Németh Lajos |
| Arthur                     | David Costabile    | Rosta Sándor     |
| Sid                        | Jeff Garlin        | Csuja Imre       |
| Dawn                       | Carol Kane         | Incze Ildikó     |
| Bírónő                     | Lynda Gravatt      | Réti Szilvia     |
| Riksás                     | Harry Zittel       | Molnár Levente   |
| Állatorvos a versenypályán | Charles Techman    | Szélyes Imre     |

## DVD kiadás
A film 2010. augusztus 6-án DVD-n és Blu-Ray-en, Magyarországon is megjelent. Jellemzők:
- Formátum: színes, szélesvásznú, PAL
- Nyelv: Dolby Digital 5.1-es: angol, magyar, cseh, lengyel, orosz
- Felirat: magyar, angol, arab, cseh, lengyel, bolgár, horvát, észt, görög, ivrit, hindi, izlandi, litván, román, szerb, szlovák, szlovén, török
- Régiókód: 2
- Képméretarány: 2,35 : 1
- Lemezek száma: 1
- Lemez: duplarétegű, [DVD9]
- Fejezetek száma: 28
- Kiadás dátuma: 2010. augusztus 6.
- Játékidő: 106 perc
- Extrák:
  - Interaktív menük
  - Közvetlen jelenetválasztás
  - Így készült a film
  - Állomások az úton: A forgatás helyszínei
  - Kisfilm: Hogy járjunk túl egy fejvadász eszén?
  - Előzetesek:
    - Hova lettek Morganék?
    - A csúf igazság
    - Julie & Julia – Két nő, egy recept
    - 2012
    - Michael Jackson's This Is It
- Forgalmazó: InterCom Zrt.

## Filmzene
1. Sean Kingston: Fire Burning
2. Blurtonia: In Yer Own Bed
3. Jerry Reed: She Got The Goldmine (I Got The Shaft)
4. Cage The Elephant: Ain’t No Rest For The Wicked
5. The Rolling Stones: Hang Fire
6. Ke$ha: Tik Tok
7. Frank Sinatra: This Town
8. Run DMC: It’s Tricky
9. Bee Gees: Stayin’ Alive (Teddybears Remix)
10. John Parricelli: Juan-Les-Pins
11. Marvin Gaye: Let’s Get It On
12. The Boneless Ones: On My Mind
13. D. Sardy: Flight Of The Serpents
14. Lolene: Rich
15. Marika May: Hungry ‘N Tipsy
16. Teddybears feat. Red Fox: Get Fresh With You
17. Ke$ha: Your Love Is My Drug

## Költségek
- A film 40 000 000 $-ból készült.
- Az első hétvégén 20 686 423 $-t hozott a stúdiónak az Egyesült Államokban. Ezzel a harmadik legjobb az Alice Csodaországban és a Diary of a Wimpy Kid filmek után.
- Az Egyesült Államokban 67 061 228 $-t tudhat magáénak.
- A teljes bevétel az egész világon 136 310 306 $.
- A DVD eladásokból származó összeg 19 467 066 $-t tesz ki az Egyesült Államokban.
- Magyarországon az első héten 41 809 475 Ft-ot hozott, a teljes bevétel 89 750 745 Ft lett.

## Szinkronstáb
- Főcím, szövegek, stáblista felolvasása: Korbuly Péter
- Magyar szöveg: Heltai Olga
- Hangmérnök: Fék György
- Rendezőasszisztens és vágó: Kajdácsi Brigitta
- Gyártásvezető: Fehér József
- Szinkronrendező: Báthory Orsolya
- Szinkronstúdió: Mafilm Audio Kft.
- Megrendelő: InterCom Zrt.